# Сергіївська сільська рада (Путильський район)
Сергії́вська сільська́ ра́да — адміністративно-територіальна одиниця та орган місцевого самоврядування в Путильському районі Чернівецької області. Адміністративний центр — село Сергії .

## Загальні відомості
- Населення ради: 2 030 осіб (станом на 2001 рік)

## Населені пункти
Сільській раді підпорядковані населені пункти:
- с. Сергії
- с. Випчина
- с. Рипень
- с. Тесницька
- с. Фошки

## Склад ради
Рада складається з 16 депутатів та голови.
- Голова ради: Маковійчук Микола Юрійович
- Секретар ради: Логош Вікторія Михайлівна

### Керівний склад попередніх скликань
| Прізвище, ім'я, по батькові | Основні відомості                                                             | Дата обрання | Дата звільнення |
| --------------------------- | ----------------------------------------------------------------------------- | ------------ | --------------- |
| Маковійчук Микола Юрійович  | Сільський голова, 1973 року народження, освіта незакінчена вища, безпартійний | 26.03.2006   | 31.10.2010      |
| Маковійчук Микола Юрійович  | Сільський голова, 1973 року народження, освіта незакінчена вища, безпартійний | 31.10.2010   |                 |

Примітка: таблиця складена за даними сайту Верховної Ради України

### Депутати
За результатами місцевих виборів 2010 року депутатами ради стали:

#### За суб'єктами висування
| Суб'єкт висування               | Кількість обраних депутатів | %    |
| ------------------------------- | --------------------------- | ---- |
| Самовисування                   | 10                          | 62,5 |
| Народна партія                  | 3                           | 18,8 |
| Партія регіонів                 | 2                           | 12,5 |
| Політична партія «Наша Україна» | 1                           | 6,3  |

#### За округами
| № округу                        | Прізвище, ім'я, по батькові   | Дата визнання обраним | Освіта  | Партійна приналежність                | Відомості про обраного депутата                    |
| ------------------------------- | ----------------------------- | --------------------- | ------- | ------------------------------------- | -------------------------------------------------- |
| Народна Партія                  |                               |                       |         |                                       |                                                    |
| 1                               | Бечка Михайло Тимофійович     | 02.11.2010            | середня | член Народної партії                  | Карпатський ДСЛ АПК Шурдинське лісництво, лісничий |
| 8                               | Юрбаш Василь Юрійович         | 02.11.2010            | середня | член Народної партії                  | Карпатський ДСЛ АПК Шурдинське лісництво, лісничий |
| 14                              | Чучко Василь Петрович         | 02.11.2010            | середня | член Народної партії                  | Карпатський ДСЛ АПК Шурдинське лісництво, майстер  |
| Партія регіонів                 |                               |                       |         |                                       |                                                    |
| 7                               | Юрбаш Михайло Юрійович        | 02.11.2010            | вища    | член Партії регіонів                  | ДП «Путильський лісгосп», помічник лісничого       |
| 12                              | Генцар Петро Іванович         | 02.11.2010            | середня | член Партії регіонів                  | Сергіївська загальноосвітня школа, опалювач        |
| Політична партія «Наша Україна» |                               |                       |         |                                       |                                                    |
| 16                              | Олійник Ганна Михайлівна      | 02.11.2010            | середня | член Політичної партії «Наша Україна» | Фошківський навчально-виховний комплекс, кухар     |
| Самовисування                   |                               |                       |         |                                       |                                                    |
| 2                               | Чопа Наталія Іванівна         | 02.11.2010            | середня | позапартійна                          | тимчасово не працює                                |
| 3                               | Пентюк Ірина Петрівна         | 02.11.2010            | вища    | позапартійна                          | Сергіївська загальноосвітня школа, вчитель         |
| 4                               | Муляр Віктор Іванович         | 02.11.2010            | середня | позапартійний                         | приватний підприємець                              |
| 5                               | Кимович Анатолій Іванович     | 02.11.2010            | середня | позапартійний                         | приватний підприємець                              |
| 6                               | Прокопюк Параска Олексіївна   | 02.11.2010            | вища    | позапартійна                          | Сергіївська загальноосвітня школа, вчитель         |
| 9                               | Грицюк Віктор Васильович      | 02.11.2010            | середня | позапартійний                         | ДП «Путильський лісгосп», майстер лісу             |
| 10                              | Киверо Ілля Михайлович        | 02.11.2010            | середня | позапартійний                         | Карпатський ДСЛ АПК, рамщик                        |
| 11                              | Ністор Валентина Іллівна      | 02.11.2010            | вища    | позапартійна                          | тимчасово не працює                                |
| 13                              | Логош Вікторія Михайлівна     | 02.11.2010            | середня | позапартійна                          | Сергіївська сільська рада, секретар                |
| 15                              | Маковійчук Михайло Васильович | 02.11.2010            | середня | позапартійний                         | тимчасово не працює                                |